# Ватерполо репрезентација Црне Горе
Ватерполо репрезентација Црне Горе представља Црну Гору на свим међународним ватерполо такмичењима. Највећи успеси репрезентације су сребрна медаља на Светском првенству, златна на Европском и два четврта места на Олимпијским играма.
Ватерполисти из Црне Горе учествовали су у свим југословенским и српско-црногорским репрезентацијама од 1932. до 2006. године. 
Те репрезентације, баш као и државе у чије су име наступале, носиле су разна имена:
- 1932—1940  Краљевина Југославија
- 1945—1991  ФНР/СФР Југославија
- 1992—2003  СР Југославија
- 2003—2006  Србија и Црна Гора

## Историја

### Ера Петра Поробића (2006–2011)

#### 2006: Распад СЦГ. Оснивање репрезентације Црне Горе
Посљедње такмичење на ком су, под заставом Србије и Црне Горе, учествовали играчи из Црне Горе био је Свјетски куп, одржан јуна 2006. године. Освојена је златна медаља, али је, свега три мјесеца касније, Европско првенство у Београду протекло без учешћа Злоковића, Јокића, Гојковића, Јановића, Радића и селектора Поробића. Поменути су одлучили да, на даљим такмичењима, наступају за Црну Гору. За разлику од њих, млади и перспективни Андрија Прлаиновић, рођен 1987. године, донио је одлуку да из Јадрана пређе у Партизан, те да, убудуће, наступа за репрезентацију Србије.
Прву утакмицу репрезентација Црне Горе одиграла је у Трсту, децембра 2006, против Италије, коју је добила резултатом 11:10. Истог мјесеца, савладана је и Шпанија (13:10), док је у двомечу против Хрватске остварен половичан учинак (7:10 у Загребу; 9:8 у Будви).

#### 2007: Од "Б" дивизије до елитног друштва
У првој половини 2007. Црна Гора је учествовала у квалификацијама за "Б" првенство Европе, у којима је, убједљивим побједама над Ирском (25ː2), Аустријом (26ː1) и Швајцарском (30ː3), показала да квалитетом увелико превазилази ниво "Б" дивизије.
Исте године је нашла своје место и у квалификацијама за завршни турнир Свјетске лиге. У групи са веома снажним противницима (Србија, Италија, Њемачка и Грчка) заузела је друго место, што је било недовољно за одлазак на завршни турнир.
Након задовољавајућих наступа у Свјетској лиги, игране су, у Манчестеру, утакмице на "Б" првенству Европе. Без већих проблема, укњижене су побједе против Турске (16ː5), Малте (21ː2), Белгије (28ː6), Македоније (19ː7), Бјелорусије (14ː5 и 26ː1) и, у финалу, Француске (19ː9). Тиме је изборен пласман у "А" дивизију, а успјешна година је заокружена тријумфом на Универзијади и освајањем првог мјеста на квалификационом турниру за одлазак на Олимпијске игре 2008. У тим квалификацијама, одржаним у Братислави, побијеђене су Италија (12ː8), Словенија (19ː4), Грчка (9ː5), Холандија (15ː5), Русија (12ː5) и, у финалу, Румунија (9ː8).
Црвене ајкуле су тако, за свега неколико мјесеци, прешле пут од дна "Б" дивизије до екипе која се, с правом, сматра једном од најквалитетнијих на свијету.

#### 2008: Злато у Малаги. Четврто мјесто у Пекингу
Олимпијска година је започета освајањем другог мјеста на квалификационом турниру за пласман на Европско првенство. У Дубровнику су побијеђени Уједињено Краљевство (18ː3) и Словенија (18ː3), док је против Хрвата забиљежен пораз (6ː7).
Учешће у Свјетској лиги је схваћено као припрема за Европско првенство и Олимпијске игре. У конкуренцији Хрватске, Грчке и Италије, остварено је прво мјесто у квалификационој групи. Ипак, на завршном турниру, одржаном у Ђенови, освојено је тек четврто мјесто, након пораза од Србије (3ː13) и Аустралије (7ː8).
Горак укус ђеновљанског дебакла испран је петнаестак дана касније, на Европском првенству у Малаги. У тзв. групи смрти су остварене побједе против Шпаније (8ː7), Грчке (11ː10), Мађарске (10ː9) и Словачке (14ː5), док пораз од Хрватске (6ː7) није имао утицај на коначни пласман. Црвене ајкуле су заузеле прво мјесто и обезбиједиле директан пролаз у полуфинале. Услиједила је освета Хрватима (9ː7), а у финалу је, након велике борбе и неколико преокрета, савладана Србија (6ː5). Црна Гора је, тако, на првом великом такмичењу освојила златну медаљу.
Притисак јавности и дјелимично засићење оствареним успјехом донекле су пореметили црвене ајкуле, па су, у групној фази олимпијског турнира у Пекингу, играли испод очекивања. Побједе над Канађанима (12ː0) и Грцима (10ː6), ремији са Мађарима (10ː10) и Аустралијанцима (5ː5), те убједљив пораз од Шпаније (6ː12) били су довољни тек за треће мјесто. У четвртфиналу је, међутим, савладана Хрватска (7ː6), али су, потом, услиједила два пораза (9ː11 против Мађарске и 4ː6 против Србије), па је, на крају, остварено разочаравајуће 4. мјесто.
Био је то, уједно, опроштај капитена Ускоковића од репрезентације. Улогу формалног вође тима ће, у предстојећим сезонама, имати Никола Јановић, који је, у избору ЛЕН-а, био 3. на листи најбољих ватерполиста Европе у овој години.

#### 2009: Злато у Подгорици. Неочекивани пад у Риму
Главни конкуренти су ушли у процес подмлађивања својих тимова, па се од Црне Горе очекивало да, у наредном олимпијском циклусу, води главну ријеч у свјетском ватерполу.
На завршном турниру Свјетске лиге, који је одржан у Подгорици, освојена је златна медаља. Редом су падали ЈАР (18ː5), Хрватска (12ː7), Аустралија (6ː4), Јапан (18ː2), САД (10ː6) и, у финалу, опет, Хрватска (8ː7). Чинило се тада да је то почетак црногорске доминације у овом спорту.
Свјетско првенство, одржано у Риму, показало је, међутим, да су таква очекивања била неоснована. Осредње партије у групи (побједе над аутсајдерима, Кином (14ː4) и Бразилом (19ː5) и убједљив пораз од Хрватске, 5ː11) никога нијесу могле да охрабре, али се, ипак, очекивало да ће се, како првенство буде одмицало, форма подизати. Мимо свих очекивања, крај је дошао већ у сљедећој фази: у осмини финала није било рјешења за расположене Њемце (8ː9), па је, умјесто борбе за златну медаљу, Црна Гора завршила на слабом деветом мјесту.

#### 2010: Сребро у Нишу. Крах у Загребу
Дебакл на Свјетском првенству довео је у питање стварне могућности црвених ајкула, па су се наступи у 2010. доживљавали као шанса да се покаже припадност врху свјетског ватерпола. Почело је добро. У Свјетској лиги је освојено друго мјесто, мада је заиста мало недостајало, па да Црна Гора одбрани златну медаљу. У квалификационој групи су "превеслани" Кинези (16ː4), Шпанци (11ː7) и Американци (7ː7, пет. 4ː2), у четвртфиналу Јужноафриканци (21ː2), у полуфиналу Аустралијанци (8ː6), док је финалу, послије петераца, славила Србија (10ː10, пет. 2ː4).
На Европском првенству, одржаном у Загребу, црногорска репрезентација је била појачана присуством бивше јединице Србије и Црне Горе и самосталне Србије, Дениса Шефика. Почетак је био идеалан (побједа над Хрватском, 11ː9), али је, након тога, услиједио тешко објашњиви пад. Пораз од Италије (10ː11), тијесна побједа над Шпанијом (8ː7), лакши тренинг са аутсајдером Турском (22ː2) и шокантан реми са Румунијом (9ː9) "гурнули" су црвене ајкуле на треће мјесто у групи, што је значило да у четвртфиналу слиједи сусрет са Србијом, екипом коју су сви жељели избјећи. Играло се гол-за-гол, са неколико преокрета, а на крају је Црна Гора поражена (5ː6), па је, за слабу утјеху, остала борба за 5. мјесто (побједа над Њемачком, 14ː6).
Пропуштена је тада још једна прилика да се освоји медаља, а изненађујуће повлачење Владимира Гојковића - показаће се, привремено - дало је повода многима да посумњају у квалитет међуљудских односа у црногорској репрезентацији.

#### 2011: Дебакл у Шангају. Одлазак Поробића
Ослабљена неиграњем дојучерашњих првотимаца, Гојковића, Злоковића и Пасковића, окрњеног угледа и проблематичних односа међу самим играчима, Црна Гора је, у 2011. забиљежила разочаравајуће резултате. У Свјетској лиги је, након четвртфиналног пораза од Американаца (6ː6, пет. 3ː4), остварено 5. мјесто, док је, на Свјетском првенству, у Шангају, освојено тек 7. мјесто. Почело је поразом од Мађара (10ː11), услиједиле су побједе над Шпанијом (9ː7), Казахстаном (16ː5) и Румунијом (8ː4), да би, у четвртфиналу, против Хрватске, био доживљен прави бродолом (6ː9).
Највећи пораз у овој години, ипак, нијесу били лоши резултати, колико чињеница да је у то вријеме најталентованији црногорски ватерполиста, Душан Мандић, рођен 1994. у Котору, одлучио да наступа за репрезентацију Србије.
Било је очигледно да много тога у тиму не штима, па је Петар Поробић мјесто селектора уступио Ранку Перовићу, који се, двије године раније, прославио освајањем Евролиге са Приморцем.

### Ера Ранка Перовића (2011–2015)

#### 2012: Сребро у Ајндховену. Неуспјех у Лондону
Појава новог селектора и повратак Злоковића, Пасковића и Гојковића улили су наду да је, у олимпијском години, могуће направити нешто више од пласмана у четвртфинале. Да такве наде нијесу биле без основа, показао је наступ националног тима на Европском првенству у Ајндховену. У првој утакмици је побијеђена Њемачка (13ː7), услиједио је пораз од Хрватске (8ː10), потом побједа над Румунијом (11ː8), реми са Шпанијом (10ː10) и, на крају, тријумф над Србијом (11ː7), којим се Црна Гора уздигла до другог мјеста у групи и лакшег противника у четвртфиналу. У хрватским медијима се, након ове утакмице, говорило о наводном договору српског и црногорског савеза, а све у циљу избацивања Хрватске из борбе за медаље. Ипак, та тврдња је, без конкретних доказа, остала на нивоу шпекулације.
У четвртфиналу је савладана Грчка (11ː9), у полуфиналу, након продужетака, Мађарска (15ː14), али је у финалу, послије велике борбе, претрпљен пораз од Србије (8ː9). Млађан Јановић је проглашен за најбољег играча овог првенства, а освојена сребрна медаља је, у црногорским медијима, оцијењена као велики успјех и дуго чекани повратак у врх европског ватерпола.
У жељи да се фокусира на квалификације за Олимпијске игре у Лондону, Црна Гора је одустала од наступа у Свјетској лиги. У тим квалификацијама, освојено је прво мјесто, уз максимални учинак - осам утакмица, осам побједа. Редом су падали Холанђани (12ː6), Њемци (11ː7), Грци (8ː7), Македонци (14ː6), Румуни (14ː8), Турци (19ː6), поново Грци (13ː12) и, у финалу, Шпанци (12ː9).
Учешће на олимпијском турниру је започето неочекиваним поразом од Американаца (7ː8), али су ствари, већ након побједе у другом колу (Мађарска, 11ː10) изгледале много боље. Реми са Србијом (11ː11) и побједе против Румуније (12ː8) и Уједињеног Краљевства (13ː4) били су довољни за друго мјесто у групи. У четвртфиналу је побијеђена Шпанија (11ː9), али је, у полуфиналу, лакше него што се очекивало, претрпљен пораз од Хрватске (5ː7). Борба за бронзану медаљу, против Србије, била је реприза окршаја из Пекинга, када су се поменути тимови, такође, борили за треће мјесто. Црна Гора је, овог пута, водила током већег дијела утакмице, имала чак и три гола предности (11ː8), али су Срби смогли снаге да преокрену резултат (11ː12) и освоје медаљу. Ово је, имајући у виду ток утакмице и сам улог, један од најтежих пораза црногорске ватерполо репрезентације.
Владимир Гојковић је, раније него што се очекивало, завршио играчку каријеру, Борис Злоковић је затражио паузу од наступа за репрезентацију, а један од највећих талената, Гаврил Суботић, рођен 1996. године, одлучио је да се, попут Прлаиновића и Мандића, пресели у Београд и убудуће игра за репрезентацију Србије.
На крају године је, у режији ЛЕН-а, извршен одабир најбољих ватерполиста Европе. Александар Ивовић је заузео 3. мјесто на тој листи.

#### 2013: Бронза у Чељабинску. Сребро у Барселони
Почетак новог циклуса био је испуњен битним промјенама. Пасош Црне Горе и право да заигра за њену репрезентацију добио је љеворуки Француз, Иго Крузија, тадашњи првотимац Будве.
У Свјетској лиги је - након четвртфиналне побједе над Русијом (7ː7, пет. 5ː4), полуфиналног пораза од Србије (6ː8) и завршне побједе над САД (10ː10, пет. 3ː1) - освојена бронзана медаља, што је била одлична увертира за Свјетско првенство, које је одржано у Барселони.
Наступ на највећој свјетској смотри је отворен поразом од Грчке (4ː6), да би, потом, дошло до фантастичног обрта. Услиједиле су побједе против Шпаније (7ː5), Новог Зеланда (23ː1), Канаде (12ː4), Србије (9ː8) и Италије (10ː8). Финале, против Мађарске, отворено је веома лоше (0ː3), па је остатак утакмице протекао у јурењу резултата. Ипак, Мађари су, у финишу, били спретнији и срећнији (7ː8, Крузија је промашио посљедњи шут за изједначење), па су се Црногорци морали задовољити сребрном медаљом.
Александар Ивовић је био најбољи стријелац турнира (20 голова), а, осим њега, мјесто у идеалној постави је нашао и Млађан Јановић. Осим титуле најбољег стријелца Свјетског првенства, Ивовић је, у избору ЛЕН-а, био 4. на листи најбољих ватерполиста Европе.

#### 2014: Бронза у Дубаију. Необјашњив суноврат у Будимпешти
Европско првенство је оцијењено као приоритет, па су неки од кључних играча (Никола Јановић, Ивовић) били поштеђени обавезе играња у Свјетској лиги, у којој је, помало неочекивано, освојена бронзана медаља. Након почетног тријумфа над Бразилом (15ː5), услиједио је крах против Србије (5ː14) и неубједљиво издање против слабашне Кине (9ː8). Ипак, у четвртфиналу су, прилично убједљиво, савладани Американци (10ː4), да би се, у полуфиналу, Мађари показали снажнијима (8ː10). Бронза је освојена након побједе против Аустралије (12ː9).
Од учешћа на Европском првенству, одржаном у Будимпешти, очекивало се много. Тиму су прикључени раније поменути капитен Никола Јановић и Александар Ивовић, а оптимизам није умањен ни чињеницом да су изостали Иго Крузија и Александар Радовић. Почетак је био бајковит: побједе против Грчке (11ː6), Русије (15ː7), Румуније (13ː8) и Грузије (17ː2), те реми против Италије (6ː6) били су довољни за прво мјесто у групи и директан пласман у полуфинале. Тамо је дошло до новог окршаја са Србијом. Црна Гора је, баш као и у Лондону, двије године раније, диктирала темпо, у једном тренутку водила са чак четири гола предности (8ː4), али су упорни делфини нашли пут до преокрета (9ː10, у посљедњој четвртини 0ː3), па су се црвене ајкуле, шокиране коначним исходом, морале задовољити борбом за бронзану медаљу. Италијани су, ипак, били одморнији и ментално припремљенији за ту утакмицу, па је Црна Гора, након новог пораза (9ː11, у посљедњој четвртини 1ː3), одлично започето првенство завршила на разочаравајућем четвртом мјесту.
Свјетски куп није схваћен као претјерано важно такмичење, па је у Алмати послат други тим. Подмлађени састав се није прославио, будући да је заузео 7. мјесто.
Осим поменутих резултата, велику пажњу јавности је привукла информација да би највећи таленат црногорског ватерпола, Алекса Укропина, рођен 1998. године, могао да, попут својих земљака Прлаиновића, Мандића и Суботића, заигра за репрезентацију репрезентацију Србије. Управа ПВК Јадрана је, међутим, демантовала ту вијест, па је Укропина наставио да наступа за Црну Гору.

#### 2015: Распад система у Казању. Одлазак Перовића
Изостанак неких веома важних играча (Никола Јановић, Антонио Петровић, Саша Мишић) учинио је да амбиције црногорског тима у 2015. години буду знатно скромније него раније. У том смислу, ни повратак Александра Радовића није могао да драстично повећа шансе црвених ајкула у Свјетској лиги и на Свјетском првенству. У одсуству Јановића, улога капитена је повјерена Предрагу Јокићу.
Свјетска лига је црногорским ватерполистима послужила за уигравање, па резултат није био у првом плану. По први пут од 2007. није изборен пласман на завршни турнир овог такмичења.
На Свјетском првенству у Казању, видно ослабљена црногорска репрезентација је пружала осредње партије. У првој утакмици, против Србије - која је на ово такмичење стигла као први фаворит - претрпљен је очекиван пораз (8ː11). У другом колу је, на опште изненађење, против Аустралије једва извучен бод (5ː5), да би, у трећем колу, био побијеђен Јапан (16ː10), но разликом која је била недовољна да се заузме друго мјесто у групи. Такав исход је, показало се, прилично ограничио домете црногорског тима на овом првенству. У осмини финала је, теже него што се очекивало, савладан Казахстан (12ː8), да би, у четвртфиналу, услиједио тежак пораз од Хрватске (4ː10). У разигравању од 5. до 8. мјеста, побијеђене су Аустралија (11ː8) и Мађарска (10ː9), па је, на крају, заузето 5. мјесто.
На основу свега виђеног у овој години, у црногорској јавности превладао је утисак да су међуљудски односи у тиму, укључујући и повјерење играча према селектору, прилично упитни. У септембру је за новог шефа стручног штаба постављен Владимир Гојковић.

### Ера Владимира Гојковића (2015– )

#### 2016: Европско првенство у Београду
У оквиру квалификација за финални турнир Свјетске лиге 2016. црвене ајкуле су играле против Шпаније (11ː6) и Србије (10ː12), док је утакмица против Француске одложена због терористичких напада у Паризу.
Црвене ајкуле су отпутовале у Београд са намјером да изборе пласман на Олимпијске игре. Селектор Гојковић се одлучио за провјерене снаге, па су у српску престоницу отпутовали: Дејан Лазовић, Драшко Бргуљан, Вјекослав Пасковић, Антонио Петровић, Дарко Бргуљан, Александар Радовић, Млађан Јановић, Никола Јановић, Александар Ивовић, Саша Мишић, Никола Вукчевић, Предраг Јокић и Милош Шћепановић. У групној фази, Црногорци су побиједили Холандију (13–6) и Словачку (15–6), док су против Шпанаца одиграли неријешено (8–8). Заузето је друго мјесто, а јавност није била нарочито импресионирана партијама Гојковићевих пулена. У осмини финала је савладана Француска (11–6), а у четвртфиналу, много лакше него што се очекивало, фаворизована Италија (10–7). Полуфинални класик против Мађарске имао двоструки улог: борбу за пласман у финале и овјеру карте за Олимпијске игре у Рију. Сјајна игра у одбрани паралисала је Мађаре (8–5), па су се Црногорци, лишени притиска, могли окренути финалној утакмици против Србије. Сјајна утакмица, одличан почетак Црне Горе (2–0, 3–1, 6–5), али су на крају, ипак, славили српски ватерполисти (8–10). Освојена сребрна медаља је оцијењена као одличан резултат, мада су црногорски играчи били прилично незадовољни суђењем у финалу.

## Резултати на међународним такмичењима

### Олимпијске игре
| Година | Домаћин        | Учествовање  | Позиција      | ИГ | П  | Н | И  | ГД  | ГП  | ГР  |
| ------ | -------------- | ------------ | ------------- | -- | -- | - | -- | --- | --- | --- |
| 2008   | Пекинг         | Полуфинале   | 4.            | 8  | 3  | 2 | 3  | 63  | 56  | +7  |
| 2012   | Лондон         | Полуфинале   | 4.            | 8  | 4  | 1 | 3  | 81  | 69  | +12 |
| 2016   | Рио де Жанеиро | Полуфинале   | 4.            | 8  | 3  | 1 | 4  | 67  | 67  | 0   |
| 2020   | Токио          | Четвртфинале | 8.            | 8  | 2  | 0 | 6  | 85  | 96  | -11 |
| 2024   | Париз          | Групна фаза  | 9.            | 5  | 1  | 0 | 4  | 45  | 50  | -5  |
| Укупно |                | 5/5          | 3х полуфинале | 37 | 13 | 4 | 20 | 341 | 338 | +3  |

### Свјетско првенство
| Светско првенство | Учествовање   | Пласман        | ИГ | П  | Н | И  | ГД  | ГП  | ГР   |
| ----------------- | ------------- | -------------- | -- | -- | - | -- | --- | --- | ---- |
| Рим 2009.         | Осмина финала | 9. место       | 6  | 4  | 0 | 2  | 67  | 41  | +26  |
| Шангај 2011.      | Четвртфинале  | 7. место       | 7  | 4  | 0 | 3  | 63  | 51  | +12  |
| Барселона 2013.   | Финале        | 2. место       | 7  | 5  | 0 | 2  | 72  | 40  | +32  |
| Казањ 2015.       | Четвртфинале  | 5. место       | 7  | 4  | 1 | 2  | 66  | 61  | +5   |
| Будимпешта 2017.  | Четвртфинале  | 5. место       | 6  | 4  | 1 | 1  | 56  | 42  | +14  |
| Квангџу 2019.     | Осмина финала | 10. место      | 6  | 2  | 2 | 2  | 83  | 61  | +22  |
| Будимпешта 2022.  | Четвртфинале  | 8. место       | 7  | 3  | 0 | 4  | 67  | 60  | +7   |
| Фукуока 2023.     | Четвртфинале  | 8. место       | 7  | 2  | 0 | 5  | 100 | 87  | +12  |
| Доха 2024.        | Четвртфинале  | 8. место       | 7  | 3  | 0 | 4  | 83  | 92  | -9   |
| Укупно            | 10/10         | Медаље (0-1-0) | 60 | 31 | 4 | 25 | 657 | 535 | +121 |

### Европско првенство
| Година | Домаћин                | Учествовање  | Позиција       | ИГ | П  | Н | И  | ГД  | ГП  | ГР   |
| ------ | ---------------------- | ------------ | -------------- | -- | -- | - | -- | --- | --- | ---- |
| 2008   | Малага                 | Финале       | 1.             | 7  | 6  | 0 | 1  | 63  | 49  | +14  |
| 2010   | Загреб                 | Четвртфинале | 5.             | 7  | 4  | 1 | 2  | 79  | 50  | +29  |
| 2012   | Ајндховен              | Финале       | 2.             | 8  | 5  | 1 | 2  | 86  | 73  | +13  |
| 2014   | Будимпешта             | Полуфинале   | 4.             | 7  | 4  | 1 | 2  | 80  | 50  | +30  |
| 2016   | Београд                | Финале       | 2.             | 7  | 5  | 1 | 1  | 73  | 48  | +25  |
| 2018   | Барселона              | Четвртфинале | 6.             | 7  | 4  | 1 | 2  | 67  | 46  | +21  |
| 2020   | Будимпешта             | Полуфинале   | 3.             | 7  | 5  | 0 | 2  | 78  | 51  | +27  |
| 2022   | Сплит                  | Четвртфинале | 7.             | 7  | 4  | 0 | 3  | 87  | 78  | +9   |
| 2024   | Дубровник/Загреб 2024. | Четвртфинале | 6. место       | 7  | 4  | 0 | 3  | 79  | 80  | -1   |
| Укупно |                        | 9/9          | Медаље (1-2-1) | 64 | 41 | 5 | 18 | 692 | 525 | +167 |

### Свјетска лига
| Година | Домаћин   | Учествовање           | Позиција         | ИГ               | П                | Н                | И                | ГД               | ГП               |
| ------ | --------- | --------------------- | ---------------- | ---------------- | ---------------- | ---------------- | ---------------- | ---------------- | ---------------- |
| 2007   | Берлин    | Квалификациони турнир | -                | -                | -                | -                | -                | -                | -                |
| 2008   | Ђенова    | Полуфинале            | 4.               | 6                | 3                | 0                | 3                | 60               | 57               |
| 2009   | Подгорица | Финале                | 1.               | 6                | 6                | 0                | 0                | 72               | 31               |
| 2010   | Ниш       | Финале                | 2.               | 6                | 5                | 0                | 1                | 79               | 42               |
| 2011   | Фиренца   | Четвртфинале          | 5.               | 6                | 4                | 0                | 2                | 54               | 46               |
| 2012   | Алмати    | Није учествовала      | Није учествовала | Није учествовала | Није учествовала | Није учествовала | Није учествовала | Није учествовала | Није учествовала |
| 2013   | Чељабинск | Полуфинале            | 3.               | 6                | 3                | 0                | 3                | 72               | 68               |
| 2014   | Дубаи     | Полуфинале            | 3.               | 6                | 4                | 0                | 2                | 59               | 50               |
| 2015   | Бергамо   | Квалификациони турнир | -                | -                | -                | -                | -                | -                | -                |
| 2016   | ?         | ?                     | -                | -                | -                | -                | -                | -                | -                |
| Укупно |           | 6/9                   | Медаље (1-1-2)   | 36               | 25               | 0                | 11               | 396              | 294              |

### Свјетски куп
| Година | Домаћин        | Учествовање           | Позиција | ИГ | П | Н | И | ГД | ГП |
| ------ | -------------- | --------------------- | -------- | -- | - | - | - | -- | -- |
| 2010   | Велики Варадин | Није се квалификовала | -        | -  | - | - | - | -  | -  |
| 2014   | Алмати         | Четвртфинале          | 7.       | 6  | 2 | 0 | 4 | 48 | 49 |
| Укупно |                | 1/2                   | -        | 6  | 2 | 0 | 4 | 48 | 49 |

## Селектори
| #  | Селектор          | Од – до     |
| -- | ----------------- | ----------- |
| 1. | Петар Поробић     | 2006 — 2011 |
| 2. | Ранко Перовић     | 2011 — 2015 |
| 3. | Владимир Гојковић | 2015 — 2024 |
| 4. | Дејан Савић       | 2024 —      |

## Капитени
| #  | Играч           | Од – до     |
| -- | --------------- | ----------- |
| 1. | Мирко Вичевић   | 2006 — 2007 |
| 2. | Вељко Ускоковић | 2007 — 2008 |
| 3. | Никола Јановић  | 2008 — 2017 |
| 4. | Драшко Бргуљан  | 2017 —      |

## Састав репрезентације
Састав на Европском првенству у Београду 2016.
| Број | Играч              | Позиција     | Клуб (2014/15)     | Рођен |
| ---- | ------------------ | ------------ | ------------------ | ----- |
| 1    | Дејан Лазовић      | Голман       | Будва              | 1990. |
| 2    | Драшко Бргуљан     | Десно крило  | Орвушегетем        | 1984. |
| 3    | Вјекослав Пасковић | Лијево крило | Галатасарај        | 1985. |
| 4    | Антонио Петровић   | Бек          | Приморје           | 1982. |
| 5    | Дарко Бргуљан      | Лијево крило | Канотијери         | 1990. |
| 6    | Александар Радовић | Десно крило  | Посилипо           | 1987. |
| 7    | Млађан Јановић     | Лијево крило | Галатасарај        | 1984. |
| 8    | Никола Јановић     | Десно крило  | Јадран Херцег Нови | 1980. |
| 9    | Александар Ивовић  | Бек          | Про Реко           | 1986. |
| 10   | Саша Мишић         | Центар       | Кинеф Кириши       | 1988. |
| 11   | Никола Вукчевић    | Центар       | Галатасарај        | 1985. |
| 12   | Предраг Јокић      | Бек          | Хановер            | 1983. |
| 13   | Милош Шћепановић   | Голман       | Галатасарај        | 1984. |
| -    | Владимир Гојковић  | Селектор     | Јадран Херцег Нови | 1981. |

## Списак званичних утакмица
Победа
      Пораз
      Нерешено

| Датум      | Противник          | Резултат        | Домаћин        | Публика | Такмичење                             |
| ---------- | ------------------ | --------------- | -------------- | ------- | ------------------------------------- |
| 16.03.2007 | Република Ирска    | 25:2            | Котор          | 1,000   | Квалификације за Европско Б првенство |
| 17.03.2007 | Аустрија           | 26:1            | Котор          | 800     | Квалификације за Европско Б првенство |
| 18.03.2007 | Швајцарска         | 30:3            | Котор          | 500     | Квалификације за Европско Б првенство |
| 04.07.2007 | Италија            | 11:13           | Нови Сад       | 700     | Светска лига у ватерполу 2007.        |
| 05.07.2007 | Грчка              | 14:6            | Нови Сад       | 500     | Светска лига у ватерполу 2007.        |
| 06.07.2007 | Србија             | 11:12           | Нови Сад       | 1,000   | Светска лига у ватерполу 2007.        |
| 07.07.2007 | Немачка            | 11:5            | Нови Сад       | 500     | Светска лига у ватерполу 2007.        |
| 08.07.2007 | Турска             | 16:5            | Манчестер      | 200     | Европско Б првенство                  |
| 09.07.2007 | Малта              | 21:2            | Манчестер      | 200     | Европско Б првенство                  |
| 10.07.2007 | Белгија            | 28:6            | Манчестер      | 100     | Европско Б првенство                  |
| 11.07.2007 | Северна Македонија | 19:7            | Манчестер      | 200     | Европско Б првенство                  |
| 12.07.2007 | Белорусија         | 14:5            | Манчестер      | 150     | Европско Б првенство                  |
| 14.07.2007 | Белорусија         | 12:6            | Манчестер      | 300     | Европско Б првенство                  |
| 15.07.2007 | Француска          | 19:9            | Манчестер      | 500     | ФИНАЛЕ                                |
| 19.07.2007 | Италија            | 12:11           | Пескара        | 1,000   | Светска лига у ватерполу 2007.        |
| 20.07.2007 | Немачка            | 11:3            | Пескара        | 500     | Светска лига у ватерполу 2007.        |
| 21.07.2007 | Србија             | 12:10           | Пескара        | 800     | Светска лига у ватерполу 2007.        |
| 22.07.2007 | Немачка            | 11:7            | Пескара        | 400     | Светска лига у ватерполу 2007.        |
| 02.09.2007 | Италија            | 12:8            | Братислава     | 300     | КОИ 2008.                             |
| 03.09.2007 | Словенија          | 19:4            | Братислава     | 200     | КОИ 2008.                             |
| 04.09.2007 | Грчка              | 9:5             | Братислава     | 300     | КОИ 2008.                             |
| 05.09.2007 | Холандија          | 15:5            | Братислава     | 100     | КОИ 2008.                             |
| 08.09.2007 | Русија             | 12:5            | Братислава     | 500     | КОИ 2008.                             |
| 09.09.2007 | Румунија           | 9:8             | Братислава     | 1,000   | КОИ 2008.                             |
| 04.01.2008 | Словенија          | 18:3            | Дубровник      | 500     | КЕП 2008.                             |
| 05.01.2008 | Велика Британија   | 18:3            | Дубровник      | 300     | КЕП 2008.                             |
| 06.01.2008 | Хрватска           | 6:7             | Дубровник      | 3,000   | КЕП 2008.                             |
| 23.05.2008 | Италија            | 9:7             | Будва          | 1,200   | Светска лига у ватерполу 2008.        |
| 24.05.2008 | Грчка              | 14:6            | Будва          | 1,000   | Светска лига у ватерполу 2008.        |
| 25.05.2008 | Хрватска           | 13:11           | Будва          | 1,500   | Светска лига у ватерполу 2008.        |
| 30.05.2008 | Грчка              | 10:11           | Aтина          | 500     | Светска лига у ватерполу 2008.        |
| 31.05.2008 | Италија            | 11:10           | Aтина          | 200     | Светска лига у ватерполу 2008.        |
| 01.06.2008 | Хрватска           | 13:9            | Aтина          | 300     | Светска лига у ватерполу 2008.        |
| 16.06.2008 | Шпанија            | 15:7            | Ђенова         | 300     | Светска лига у ватерполу 2008.        |
| 18.06.2008 | Италија            | 16:15           | Ђенова         | 800     | Светска лига у ватерполу 2008.        |
| 19.06.2008 | Кина               | 13:7            | Ђенова         | 200     | Светска лига у ватерполу 2008.        |
| 20.06.2008 | Сједињене Државе   | 6:7             | Ђенова         | 300     | Светска лига у ватерполу 2008.        |
| 21.06.2008 | Србија             | 3:13            | Ђенова         | 500     | Светска лига у ватерполу 2008.        |
| 22.06.2008 | Аустралија         | 7:8             | Ђенова         | 200     | Светска лига у ватерполу 2008.        |
| 04.07.2008 | Шпанија            | 8:7             | Малага         | 2,000   | Европско првенство у ватерполу 2008.  |
| 05.07.2008 | Грчка              | 11:10           | Малага         | 300     | Европско првенство у ватерполу 2008.  |
| 06.07.2008 | Хрватска           | 5:7             | Малага         | 500     | Европско првенство у ватерполу 2008.  |
| 07.07.2008 | Мађарска           | 10:9            | Малага         | 800     | Европско првенство у ватерполу 2008.  |
| 08.07.2008 | Словачка           | 13:4            | Малага         | 400     | Европско првенство у ватерполу 2008.  |
| 11.07.2008 | Хрватска           | 9:7             | Малага         | 1,000   | Европско првенство у ватерполу 2008.  |
| 13.07.2008 | Србија             | 6:5             | Малага         | 2,000   | ФИНАЛЕ                                |
| 10.08.2008 | Мађарска           | 10:10           | Пекинг         | 700     | Олимпијске игре 2008.                 |
| 12.08.2008 | Канада             | 12:0            | Пекинг         | 500     | Олимпијске игре 2008.                 |
| 14.08.2008 | Грчка              | 10:6            | Пекинг         | 500     | Олимпијске игре 2008.                 |
| 16.08.2008 | Шпанија            | 6:12            | Пекинг         | 1,000   | Олимпијске игре 2008.                 |
| 18.08.2008 | Аустралија         | 5:5             | Пекинг         | 1,000   | Олимпијске игре 2008.                 |
| 20.08.2008 | Хрватска           | 7:6             | Пекинг         | 1,200   | Олимпијске игре 2008.                 |
| 22.08.2008 | Мађарска           | 9:11            | Пекинг         | 2,000   | Олимпијске игре 2008.                 |
| 24.08.2008 | Србија             | 4:6             | Пекинг         | 2,000   | Утакмица за 3. место                  |
| 17.02.2009 | Румунија           | 13:7            | Котор          | 1,500   | Светска лига у ватерполу 2009.        |
| 03.03.2009 | Италија            | 8:6             | Трст           | 500     | Светска лига у ватерполу 2009.        |
| 05.05.2009 | Румунија           | 11:9            | Велики Варадин | 1,000   | Светска лига у ватерполу 2009.        |
| 12.05.2009 | Италија            | 9:4             | Будва          | 1,000   | Светска лига у ватерполу 2009.        |
| 16.06.2009 | Јужна Африка       | 18:5            | Подгорица      | 3,000   | Светска лига у ватерполу 2009.        |
| 17.06.2009 | Хрватска           | 12:7            | Подгорица      | 3,000   | Светска лига у ватерполу 2009.        |
| 18.06.2009 | Аустралија         | 6:4             | Подгорица      | 3,000   | Светска лига у ватерполу 2009.        |
| 19.06.2009 | Јапан              | 18:2            | Подгорица      | 3,000   | Светска лига у ватерполу 2009.        |
| 20.06.2009 | Сједињене Државе   | 10:6            | Подгорица      | 3,000   | Светска лига у ватерполу 2009.        |
| 21.06.2009 | Хрватска           | 8:7             | Подгорица      | 3,000   | ФИНАЛЕ                                |
| 20.07.2009 | Кина               | 14:4            | Рим            | 200     | Светско првенство 2009.               |
| 22.07.2009 | Хрватска           | 5:11            | Рим            | 500     | Светско првенство 2009.               |
| 24.07.2009 | Бразил             | 19:5            | Рим            | 100     | Светско првенство 2009.               |
| 26.07.2009 | Немачка            | 8:9             | Рим            | 200     | Светско првенство 2009.               |
| 28.07.2009 | Кина               | 13:5            | Рим            | 300     | Светско првенство 2009.               |
| 30.07.2009 | Аустралија         | 8:7             | Рим            | 200     | Светско првенство 2009.               |
| 17.11.2009 | Француска          | 12:8            | Бордо          | 500     | Светска лига у ватерполу 2010.        |
| 08.12.2009 | Немачка            | 16:7            | Штутгарт       | 700     | Светска лига у ватерполу 2010.        |
| 26.01.2010 | Италија            | 7:8             | Бреша          | 400     | Светска лига у ватерполу 2010.        |
| 23.02.2010 | Француска          | 11:3            | Kotor          | 1,000   | Светска лига у ватерполу 2010.        |
| 16.03.2010 | Немачка            | 7:5             | Херцег Нови    | 1,200   | Светска лига у ватерполу 2010.        |
| 28.04.2010 | Италија            | 6:5             | Будва          | 1,500   | Светска лига у ватерполу 2010.        |
| 13.07.2010 | Кина               | 6:4             | Ниш            | 100     | Светска лига у ватерполу 2010.        |
| 14.07.2010 | Шпанија            | 11:7            | Ниш            | 300     | Светска лига у ватерполу 2010.        |
| 15.07.2010 | Сједињене Државе   | 11:9            | Ниш            | 300     | Светска лига у ватерполу 2010.        |
| 16.07.2010 | Јужна Африка       | 21:2            | Ниш            | 200     | Светска лига у ватерполу 2010.        |
| 17.07.2010 | Аустралија         | 8:6             | Ниш            | 1,000   | Светска лига у ватерполу 2010.        |
| 18.07.2010 | Србија             | 11:12           | Ниш            | 3,000   | ФИНАЛЕ                                |
| 29.08.2010 | Хрватска           | 11:9            | Загреб         | 4,500   | Европско првенство 2010.              |
| 30.08.2010 | Италија            | 10:11           | Загреб         | 500     | Европско првенство 2010.              |
| 01.09.2010 | Шпанија            | 8:7             | Загреб         | 800     | Европско првенство 2010.              |
| 03.09.2010 | Турска             | 22:2            | Загреб         | 200     | Европско првенство 2010.              |
| 05.09.2010 | Румунија           | 9:9             | Загреб         | 500     | Европско првенство 2010.              |
| 07.09.2010 | Србија             | 5:6             | Загреб         | 2,000   | Европско првенство 2010.              |
| 16.11.2010 | Турска             | 16:2            | Будва          | 500     | Светска лига у ватерполу 2011.        |
| 07.12.2010 | Румунија           | 15:6            | Велики Варадин | 800     | Светска лига у ватерполу 2011.        |
| 25.01.2011 | Русија             | 12:9            | Волгоград      | 1,500   | Светска лига у ватерполу 2011.        |
| 22.02.2011 | Турска             | 9:2             | Истанбул       | 1,000   | Светска лига у ватерполу 2011.        |
| 22.03.2011 | Румунија           | 9:8             | Котор          | 1,000   | Светска лига у ватерполу 2011.        |
| 19.04.2011 | Русија             | 14:3            | Херцег Нови    | 1,000   | Светска лига у ватерполу 2011.        |
| 21.06.2011 | Канада             | 8:6             | Фиренца        | 200     | Светска лига у ватерполу 2011.        |
| 22.06.2011 | Хрватска           | 5:11            | Фиренца        | 500     | Светска лига у ватерполу 2011.        |
| 23.06.2011 | Аустралија         | 8:5             | Фиренца        | 300     | Светска лига у ватерполу 2011.        |
| 24.06.2011 | Сједињене Државе   | 9:10            | Фиренца        | 300     | Светска лига у ватерполу 2011.        |
| 25.06.2011 | Канада             | 16:7            | Фиренца        | 100     | Светска лига у ватерполу 2011.        |
| 26.06.2011 | Аустралија         | 8:7             | Фиренца        | 200     | Светска лига у ватерполу 2011.        |
| 18.07.2011 | Мађарска           | 10:11           | Шангај         | 700     | Светско првенство 2011.               |
| 20.07.2011 | Шпанија            | 9:7             | Шангај         | 800     | Светско првенство 2011.               |
| 22.07.2011 | Казахстан          | 16:5            | Шангај         | 500     | Светско првенство 2011.               |
| 24.07.2011 | Румунија           | 8:4             | Шангај         | 600     | Светско првенство 2011.               |
| 26.07.2011 | Хрватска           | 6:9             | Шангај         | 500     | Светско првенство 2011.               |
| 28.07.2011 | Шпанија            | 9:10            | Шангај         | 1,000   | Светско првенство 2011.               |
| 30.07.2011 | Немачка            | 8:5             | Шангај         | 300     | Светско првенство 2011.               |
| 16.01.2012 | Немачка            | 13:7            | Ајндховен      | 400     | Европско првенство 2012.              |
| 17.01.2012 | Хрватска           | 8:10            | Ајндховен      | 1,000   | Европско првенство 2012.              |
| 19.01.2012 | Румунија           | 11:8            | Ајндховен      | 500     | Европско првенство 2012.              |
| 21.01.2012 | Шпанија            | 10:10           | Ајндховен      | 1,200   | Европско првенство 2012.              |
| 23.01.2012 | Србија             | 11:7            | Ајндховен      | 1,000   | Европско првенство 2012.              |
| 25.01.2012 | Грчка              | 11:9            | Ајндховен      | 1,000   | Европско првенство 2012.              |
| 27.01.2012 | Мађарска           | 14:13           | Ајндховен      | 2,000   | Европско првенство 2012.              |
| 29.01.2012 | Србија             | 8:9             | Ајндховен      | 2,500   | ФИНАЛЕ                                |
| 01.04.2012 | Холандија          | 12:6            | Едмонтон       | 200     | КОИ 2012.                             |
| 02.04.2012 | Немачка            | 11:7            | Едмонтон       | 300     | КОИ 2012.                             |
| 03.04.2012 | Грчка              | 8:7             | Едмонтон       | 100     | КОИ 2012.                             |
| 04.04.2012 | Северна Македонија | 14:6            | Едмонтон       | 200     | КОИ 2012.                             |
| 05.04.2012 | Румунија           | 14:8            | Едмонтон       | 100     | КОИ 2012.                             |
| 06.04.2012 | Турска             | 19:6            | Едмонтон       | 200     | КОИ 2012.                             |
| 07.04.2012 | Грчка              | 13:12           | Едмонтон       | 300     | КОИ 2012.                             |
| 08.04.2012 | Шпанија            | 12:9            | Едмонтон       | 400     | КОИ 2012.                             |
| 29.07.2012 | Сједињене Државе   | 7:8             | Лондон         | 3,700   | Олимпијске игре 2012.                 |
| 31.07.2012 | Мађарска           | 11:10           | Лондон         | 4,500   | Олимпијске игре 2012.                 |
| 02.08.2012 | Србија             | 11:11           | Лондон         | 4,000   | Олимпијске игре 2012.                 |
| 04.08.2012 | Румунија           | 12:8            | Лондон         | 4,500   | Олимпијске игре 2012.                 |
| 06.08.2012 | Велика Британија   | 13:4            | Лондон         | 4,800   | Олимпијске игре 2012.                 |
| 08.08.2012 | Шпанија            | 11:9            | Лондон         | 4,700   | Олимпијске игре 2012.                 |
| 10.08.2012 | Хрватска           | 5:7             | Лондон         | 4,200   | Олимпијске игре 2012.                 |
| 12.08.2012 | Србија             | 11:12           | Лондон         | 4,600   | Утакмица за 3. место                  |
| 31.10.2012 | Хрватска           | 13:10           | Загреб         | 1,000   | Светска лига у ватерполу 2013.        |
| 03.11.2012 | Грчка              | 11:10           | Будва          | 1,000   | Светска лига у ватерполу 2013.        |
| 30.01.2013 | Турска             | 14:4            | Истанбул       | 300     | Светска лига у ватерполу 2013.        |
| 02.02.2013 | Хрватска           | 6:5             | Котор          | 1,500   | Светска лига у ватерполу 2013.        |
| 27.03.2013 | Грчка              | 9:8             | Атина          | 300     | Светска лига у ватерполу 2013.        |
| 30.03.2013 | Турска             | 16:8            | Херцег Нови    | 1,000   | Светска лига у ватерполу 2013.        |
| 11.06.2013 | Јапан              | 15:16           | Чељабинск      | 200     | Светска лига у ватерполу 2013.        |
| 12.06.2013 | Мађарска           | 17:18           | Чељабинск      | 400     | Светска лига у ватерполу 2013.        |
| 13.06.2013 | Сједињене Државе   | 9:4             | Чељабинск      | 200     | Светска лига у ватерполу 2013.        |
| 14.06.2013 | Русија             | 12:11           | Чељабинск      | 500     | Светска лига у ватерполу 2013.        |
| 15.06.2013 | Србија             | 6:8             | Чељабинск      | 500     | Светска лига у ватерполу 2013.        |
| 16.06.2013 | Сједињене Државе   | 13:11           | Чељабинск      | 500     | Утакмица за 3. место                  |
| 22.07.2013 | Грчка              | 4:6             | Барселона      | 300     | Светско првенство 2013.               |
| 24.07.2013 | Шпанија            | 7:5             | Барселона      | 1,000   | Светско првенство 2013.               |
| 26.07.2013 | Нови Зеланд        | 23:1            | Барселона      | 600     | Светско првенство 2013.               |
| 28.07.2013 | Канада             | 12:4            | Барселона      | 1,000   | Светско првенство 2013.               |
| 30.07.2013 | Србија             | 9:8             | Барселона      | 1,000   | Светско првенство 2013.               |
| 01.08.2013 | Италија            | 10:8            | Барселона      | 2,500   | Светско првенство 2013.               |
| 03.08.2013 | Мађарска           | 7:8             | Барселона      | 4,500   | ФИНАЛЕ                                |
| 12.11.2013 | Словачка           | 13:11           | Будва          |         | Светска лига у ватерполу 2014.        |
| 10.12.2013 | Италија            | 11:8            | Будва          |         | Светска лига у ватерполу 2014.        |
| 14.01.2014 | Словачка           | 5:8             | Новаки         |         | Светска лига у ватерполу 2014.        |
| 11.03.2014 | Италија            | 9:10            | Бари           |         | Светска лига у ватерполу 2014.        |
| 05.04.2014 | Немачка            | 10:8            | Крефелд        |         | Светска лига у ватерполу 2014.        |
| 16.06.2014 | Бразил             | 15:5            | Дубаи          |         | Светска лига у ватерполу 2014.        |
| 17.06.2014 | Србија             | 14:5            | Дубаи          |         | Светска лига у ватерполу 2014.        |
| 12.06.2014 | Кина               | 9:8             | Дубаи          |         | Светска лига у ватерполу 2014.        |
| 19.06.2014 | Сједињене Државе   | 10:4            | Дубаи          |         | Светска лига у ватерполу 2014.        |
| 20.06.2014 | Мађарска           | 8:10            | Дубаи          |         | Светска лига у ватерполу 2014.        |
| 21.06.2014 | Аустралија         | 12:9            | Дубаи          |         | Утакмица за 3. место                  |
| 14.07.2014 | Грчка              | 11:6            | Будимпешта     |         | Европско првенство 2014.              |
| 15.07.2014 | Русија             | 8:10            | Будимпешта     |         | Европско првенство 2014.              |
| 17.07.2014 | Румунија           | 13:8            | Будимпешта     |         | Европско првенство 2014.              |
| 19.07.2014 | Италија            | 6:6             | Будимпешта     |         | Европско првенство 2014.              |
| 21.07.2014 | Грузија            | 17:2            | Будимпешта     | 1,000   | Европско првенство 2014.              |
| 25.07.2014 | Србија             | 9:10            | Будимпешта     |         | Европско првенство 2014.              |
| 27.07.2014 | Италија            | 9:11            | Будимпешта     |         | Утакмица за 3. место                  |
| 19.08.2014 | Србија             | 3:9             | Алмати         | 500     | Светски куп 2014.                     |
| 20.08.2014 | Сједињене Државе   | 7:11            | Алмати         |         | Светски куп 2014.                     |
| 21.08.2014 | Јужна Африка       | 12:4            | Алмати         |         | Светски куп 2014.                     |
| 22.08.2014 | Хрватска           | 5:6             | Алмати         |         | Светски куп 2014.                     |
| 23.08.2014 | Казахстан          | 8:9             | Алмати         |         | Светски куп 2014.                     |
| 24.08.2014 | Јужна Африка       | 13:10           | Алмати         |         | Утакмица за 7. место                  |
| 09.12.2014 | Италија            | 13:15           | Будва          |         | Светска лига у ватерполу 2015.        |
| 29.12.2014 | Хрватска           | 8:14            | Ријека         |         | Светска лига у ватерполу 2015.        |
| 20.01.2015 | Турска             | 15:4            | Будва          |         | Светска лига у ватерполу 2015.        |
| 17.02.2015 | Француска          | 13:7            | Будва          |         | Светска лига у ватерполу 2015.        |
| 17.03.2015 | Италија            | 8:16            | Ђенова         |         | Светска лига у ватерполу 2015.        |
| 20.03.2015 | Хрватска           | 11:12           | Будва          |         | Светска лига у ватерполу 2015.        |
| 31.03.2015 | Француска          | 14:8            | Нанси          |         | Светска лига у ватерполу 2015.        |
| 14.04.2015 | Турска             | 12:5            | Истанбул       |         | Светска лига у ватерполу 2015.        |
| 27.07.2015 | Србија             | 8:11            | Казањ          | 2,279   | Светско првенство 2015.               |
| 29.07.2015 | Аустралија         | 5:5             | Казањ          | 313     | Светско првенство 2015.               |
| 31.07.2015 | Јапан              | 16:10           | Казањ          | 640     | Светско првенство 2015.               |
| 02.08.2015 | Казахстан          | 12:8            | Казањ          | 2,896   | Светско првенство 2015.               |
| 04.08.2015 | Хрватска           | 4:10            | Казањ          | 1,000   | Светско првенство 2015.               |
| 06.08.2015 | Аустралија         | 11:8            | Казањ          | 1,500   | Светско првенство 2015.               |
| 08.08.2015 | Мађарска           | 10:9            | Казањ          | 2,365   | Утакмица за 5. место                  |
| 20.10.2015 | Шпанија            | 11:6            | Херцег Нови    |         | Светска лига у ватерполу 2016.        |
| 01.12.2015 | Србија             | 10:12           | Будва          |         | Светска лига у ватерполу 2016.        |
| 10.01.2016 | Холандија          | 13:6            | Београд        |         | Европско првенство 2016.              |
| 12.01.2016 | Шпанија            | 8:8             | Београд        |         | Европско првенство 2016.              |
| 14.01.2016 | Русија             | 15:6            | Београд        |         | Европско првенство 2016.              |
| 16.01.2016 | Француска          | 11:6            | Београд        |         | Европско првенство 2016.              |
| 19.01.2016 | Италија            | 10:7            | Београд        |         | Европско првенство 2016.              |
| 21.01.2016 | Мађарска           | 8:5             | Београд        |         | Европско првенство 2016.              |
| 23.01.2016 | Србија             | 8:10            | Београд        |         | ФИНАЛЕ                                |
| 16.02.2016 | Шпанија            | 8:10            | Сабадељ        |         | Светска лига у ватерполу 2016.        |
| 14.03.2016 | Француска          | 12:10           | Ница           |         | Светска лига у ватерполу 2016.        |
| 26.04.2016 | Француска          | 17:4            | Херцег Нови    |         | Светска лига у ватерполу 2016.        |
| 10.05.2016 | Србија             | 10:10, пет. 3:5 | Херцег Нови    |         | Светска лига у ватерполу 2016.        |
| 06.08.2016 | Француска          | 7:4             | Рио де Жанеиро |         | Олимпијске игре 2016.                 |
| 08.08.2016 | Хрватска           | 8:7             | Рио де Жанеиро |         | Олимпијске игре 2016.                 |
| 10.08.2016 | Италија            | 5:6             | Рио де Жанеиро |         | Олимпијске игре 2016.                 |
| 12.08.2016 | Сједињене Државе   | 8:5             | Рио де Жанеиро |         | Олимпијске игре 2016.                 |
| 14.08.2016 | Шпанија            | 9:9             | Рио де Жанеиро |         | Олимпијске игре 2016.                 |
| 16.08.2016 | Мађарска           | 9:9, пет. 2:4   | Рио де Жанеиро |         | Олимпијске игре 2016.                 |
| 18.08.2016 | Хрватска           | 8:12            | Рио де Жанеиро |         | Олимпијске игре 2016.                 |
| 20.08.2016 | Италија            | 10:12           | Рио де Жанеиро |         | Утакмица за 3. место                  |
| 17.07.2017 | Канада             | 8:8             | Будимпешта     |         | Светско првенство 2017.               |
| 19.07.2017 | Бразил             | 14:5            | Будимпешта     |         | Светско првенство 2017.               |
| 21.07.2017 | Казахстан          | 13:5            | Будимпешта     |         | Светско првенство 2017.               |
| 25.07.2017 | Грчка              | 7:12            | Будимпешта     |         | Светско првенство 2017.               |
| 27.07.2017 | Русија             | 9:8             | Будимпешта     |         | Светско првенство 2017.               |
| 29.07.2017 | Италија            | 5:4             | Будимпешта     |         | Утакмица за 5. место                  |
| 14.11.2017 | Србија             | 4:7             | Ниш            |         | Светска лига у ватерполу 2018.        |
| 16.01.2018 | Румунија           | 13:2            | Будва          |         | Светска лига у ватерполу 2018.        |
| 20.03.2018 | Србија             | 11:8            | Подгорица      |         | Светска лига у ватерполу 2018.        |
| 10.04.2018 | Румунија           | 12:4            | Чолпани        |         | Светска лига у ватерполу 2018.        |
| 18.06.2018 | Јапан              | 14:8            | Будимпешта     |         | Светска лига у ватерполу 2018.        |
| 19.06.2018 | Мађарска           | 12:9            | Будимпешта     |         | Светска лига у ватерполу 2018.        |
| 20.06.2018 | Аустралија         | 10:8            | Будимпешта     |         | Светска лига у ватерполу 2018.        |
| 21.06.2018 | Казахстан          | 14:6            | Будимпешта     |         | Светска лига у ватерполу 2018.        |
| 22.06.2018 | Шпанија            | 10:8            | Будимпешта     |         | Светска лига у ватерполу 2018.        |
| 23.06.2018 | Мађарска           | 13:11           | Будимпешта     |         | ФИНАЛЕ                                |
| 16.07.2018 | Француска          | 8:6             | Барселона      |         | Европско првенство 2018.              |
| 18.07.2018 | Малта              | 17:5            | Барселона      |         | Европско првенство 2018.              |
| 20.07.2018 | Шпанија            | 7:7             | Барселона      |         | Европско првенство 2018.              |
| 22.07.2018 | Румунија           | 15:5            | Барселона      |         | Европско првенство 2018.              |
| 24.07.2018 | Хрватска           | 7:9             | Барселона      |         | Европско првенство 2018.              |
| 26.07.2018 | Мађарска           | 7:6             | Барселона      |         | Европско првенство 2018.              |
| 28.07.2018 | Грчка              | 6:8             | Барселона      |         | Утакмица за 5. место                  |
| 23.10.2018 | Италија            | 8:8 пет. 3:0    | Подгорица      |         | Светска лига у ватерполу 2019.        |
| 11.12.2018 | Француска          | 13:9            | Троа           |         | Светска лига у ватерполу 2019.        |
| 29.01.2019 | Италија            | 10:11           | Палермо        |         | Светска лига у ватерполу 2019.        |
| 12.03.2019 | Француска          | 10:8            | Никшић         |         | Светска лига у ватерполу 2019.        |
| 05.04.2019 | Мађарска           | 7:11            | Загреб         |         | Светска лига у ватерполу 2019.        |
| 06.04.2019 | Русија             | 15:9            | Загреб         |         | Светска лига у ватерполу 2019.        |
| 07.04.2019 | Србија             | 16:4            | Загреб         |         | Светска лига у ватерполу 2019.        |
| 14.01.2020 | Словачка           | 15:4            | Будимпешта     |         | Европско првенство 2020.              |
| 16.01.2020 | Хрватска           | 10:11           | Будимпешта     |         | Европско првенство 2020.              |
| 18.01.2020 | Немачка            | 10:3            | Будимпешта     |         | Европско првенство 2020.              |
| 20.01.2020 | Турска             | 17:6            | Будимпешта     |         | Европско првенство 2020.              |
| 22.01.2020 | Италија            | 10:8            | Будимпешта     |         | Европско првенство 2020.              |
| 24.01.2020 | Мађарска           | 8:10            | Будимпешта     |         | Европско првенство 2020.              |
| 26.01.2020 | Хрватска           | 10:9            | Будимпешта     |         | Утакмица за 3. место                  |

КСП – Квалификације за Светско првенство, КЕП – Квалификације за Европско првенство, КОИ – Квалификације за Олимпијске игре

## Скор против осталих репрезентација
Табела је састављена 23. јануара 2016. и односи се на утакмице одигране на Олимпијским играма, Свјетском првенству, Европском првенству, Свјетској лиги, Свјетском купу и квалификационим турнирима
У периоду од 2006. до 2016. године, Црна Гора је, против тридесет једне репрезентације, одиграла 196 званичних утакмица и, укупно узевши, има позитиван скорː 140 побједа, 8 ремија, 49 пораза, уз гол разлику +774 (2262-1488).
Једини тимови против којих црвене ајкуле имају негативан скор јесу Србија и Хрватска.
Као што је већ напоменуто, прву утакмицу је Црна Гора одиграла 19. децембра 2006. године, а прву званичну 16. марта 2007, против Ирске, у склопу квалификација за "Б" првенство Европе.
Посљедња званична утакмица одиграна је против Србије, 23. јануара 2016, у Београду, у финалу Европског првенства.
| Резултати Црне Горе у званичним утакмицама (од 2006. године) | Резултати Црне Горе у званичним утакмицама (од 2006. године) | Резултати Црне Горе у званичним утакмицама (од 2006. године) | Резултати Црне Горе у званичним утакмицама (од 2006. године) | Резултати Црне Горе у званичним утакмицама (од 2006. године) | Резултати Црне Горе у званичним утакмицама (од 2006. године) | Резултати Црне Горе у званичним утакмицама (од 2006. године) | Резултати Црне Горе у званичним утакмицама (од 2006. године) | Резултати Црне Горе у званичним утакмицама (од 2006. године) | Резултати Црне Горе у званичним утакмицама (од 2006. године) | Резултати Црне Горе у званичним утакмицама (од 2006. године) | Резултати Црне Горе у званичним утакмицама (од 2006. године) |
| Противник                                                    | ИГ                                                           | П                                                            | Н                                                            | И                                                            | ГД                                                           | ГП                                                           | ГР                                                           | Прва ут.                                                     | Посљ. ут.                                                    | Н. Поб.                                                      | Н. Пор.                                                      |
| ------------------------------------------------------------ | ------------------------------------------------------------ | ------------------------------------------------------------ | ------------------------------------------------------------ | ------------------------------------------------------------ | ------------------------------------------------------------ | ------------------------------------------------------------ | ------------------------------------------------------------ | ------------------------------------------------------------ | ------------------------------------------------------------ | ------------------------------------------------------------ | ------------------------------------------------------------ |
| Аустралија                                                   | 10                                                           | 7                                                            | 2                                                            | 1                                                            | 78                                                           | 64                                                           | +14                                                          | 22.06. 2008.                                                 | 06.08. 2015.                                                 | 12ː9                                                         | 7ː8                                                          |
| Аустрија                                                     | 1                                                            | 1                                                            | 0                                                            | 0                                                            | 26                                                           | 1                                                            | +25                                                          | 17.03. 2007.                                                 | 17.03. 2007.                                                 | 26ː1                                                         | х                                                            |
| Белгија                                                      | 1                                                            | 1                                                            | 0                                                            | 0                                                            | 28                                                           | 6                                                            | +22                                                          | 10.07. 2007.                                                 | 10.07. 2007.                                                 | 28ː6                                                         | х                                                            |
| Бјелорусија                                                  | 2                                                            | 2                                                            | 0                                                            | 0                                                            | 40                                                           | 6                                                            | +24                                                          | 12.07. 2007.                                                 | 14.07. 2007.                                                 | 26ː1                                                         | х                                                            |
| Бразил                                                       | 2                                                            | 2                                                            | 0                                                            | 0                                                            | 34                                                           | 10                                                           | +24                                                          | 24.07. 2009.                                                 | 16.06. 2014.                                                 | 19ː15                                                        | х                                                            |
| Грчка                                                        | 14                                                           | 12                                                           | 0                                                            | 2                                                            | 150                                                          | 104                                                          | +46                                                          | 05.07. 2007.                                                 | 14.07. 2014.                                                 | 16ː6                                                         | 4ː6                                                          |
| Ирска                                                        | 1                                                            | 1                                                            | 0                                                            | 0                                                            | 25                                                           | 2                                                            | +23                                                          | 16.03. 2007.                                                 | 16.03. 2007.                                                 | 25ː2                                                         | х                                                            |
| Италија                                                      | 18                                                           | 10                                                           | 1                                                            | 7                                                            | 187                                                          | 179                                                          | +8                                                           | 04.07. 2007.                                                 | 19.01. 2016.                                                 | 9ː4                                                          | 8ː16                                                         |
| Јапан                                                        | 3                                                            | 2                                                            | 0                                                            | 1                                                            | 49                                                           | 28                                                           | +21                                                          | 19.06. 2009.                                                 | 31.07. 2015.                                                 | 18ː2                                                         | 15ː16                                                        |
| Јужна Африка                                                 | 4                                                            | 4                                                            | 0                                                            | 0                                                            | 64                                                           | 21                                                           | +43                                                          | 16.06. 2009.                                                 | 24.08. 2014.                                                 | 21ː2                                                         | х                                                            |
| Канада                                                       | 4                                                            | 4                                                            | 0                                                            | 0                                                            | 48                                                           | 17                                                           | +31                                                          | 12.08. 2008.                                                 | 28.07. 2013.                                                 | 12ː0                                                         | х                                                            |
| Казахстан                                                    | 3                                                            | 2                                                            | 0                                                            | 1                                                            | 36                                                           | 22                                                           | +14                                                          | 22.07. 2011.                                                 | 02.08. 2015.                                                 | 16ː5                                                         | 8ː9                                                          |
| Кина                                                         | 5                                                            | 5                                                            | 0                                                            | 0                                                            | 65                                                           | 28                                                           | +37                                                          | 19.06. 2008.                                                 | 18.06. 2014.                                                 | 16ː4                                                         | х                                                            |
| Мађарска                                                     | 11                                                           | 5                                                            | 1                                                            | 5                                                            | 114                                                          | 114                                                          | 0                                                            | 07.07. 2008.                                                 | 21.01. 2015.                                                 | 8:5                                                          | 9ː11                                                         |
| Северна Македонија                                           | 2                                                            | 2                                                            | 0                                                            | 0                                                            | 33                                                           | 13                                                           | +20                                                          | 11.07. 2007.                                                 | 04.04. 2012.                                                 | 19ː7                                                         | х                                                            |
| Малта                                                        | 1                                                            | 1                                                            | 0                                                            | 0                                                            | 21                                                           | 2                                                            | +19                                                          | 09.07. 2007.                                                 | 09.07. 2007.                                                 | 21ː2                                                         | х                                                            |
| Немачка                                                      | 11                                                           | 10                                                           | 0                                                            | 1                                                            | 122                                                          | 76                                                           | +46                                                          | 07.07. 2007.                                                 | 05.04. 2014.                                                 | 16ː7                                                         | 8ː9                                                          |
| Нови Зеланд                                                  | 1                                                            | 1                                                            | 0                                                            | 0                                                            | 23                                                           | 1                                                            | +22                                                          | 26.07. 2013.                                                 | 26.07. 2013.                                                 | 23ː1                                                         | х                                                            |
| Сједињене Државе                                             | 9                                                            | 5                                                            | 0                                                            | 4                                                            | 82                                                           | 70                                                           | +12                                                          | 20.06. 2008.                                                 | 20.08. 2014.                                                 | 10ː4                                                         | 7ː11                                                         |
| Словачка                                                     | 4                                                            | 4                                                            | 0                                                            | 0                                                            | 49                                                           | 26                                                           | +23                                                          | 08.07. 2008.                                                 | 14.01. 2016.                                                 | 13ː4                                                         | х                                                            |
| Словенија                                                    | 2                                                            | 2                                                            | 0                                                            | 0                                                            | 37                                                           | 7                                                            | +30                                                          | 03.09. 2007.                                                 | 04.01. 2008.                                                 | 18ː3                                                         | х                                                            |
| Србија                                                       | 19                                                           | 4                                                            | 1                                                            | 14                                                           | 152                                                          | 187                                                          | −35                                                          | 06.07. 2007.                                                 | 23.01. 2016.                                                 | 11ː7                                                         | 3ː13                                                         |
| Румунија                                                     | 11                                                           | 10                                                           | 1                                                            | 0                                                            | 129                                                          | 88                                                           | +41                                                          | 09.09. 2007.                                                 | 17.07. 2014.                                                 | 15ː6                                                         | х                                                            |
| Русија                                                       | 5                                                            | 5                                                            | 0                                                            | 0                                                            | 65                                                           | 35                                                           | +30                                                          | 08.09. 2007.                                                 | 15.07. 2014.                                                 | 14ː3                                                         | х                                                            |
| Турска                                                       | 9                                                            | 9                                                            | 0                                                            | 0                                                            | 139                                                          | 38                                                           | +101                                                         | 08.07. 2007.                                                 | 14.05. 2015.                                                 | 22ː2                                                         | х                                                            |
| Уједињено Краљевство                                         | 2                                                            | 2                                                            | 0                                                            | 0                                                            | 31                                                           | 7                                                            | +24                                                          | 05.01. 2008.                                                 | 06.08. 2012.                                                 | 18ː3                                                         | х                                                            |
| Француска                                                    | 6                                                            | 6                                                            | 0                                                            | 0                                                            | 86                                                           | 43                                                           | +43                                                          | 17. новембра 2009.                                           | 16.01. 2016.                                                 | 17ː5                                                         | х                                                            |
| Холандија                                                    | 3                                                            | 3                                                            | 0                                                            | 0                                                            | 40                                                           | 17                                                           | +23                                                          | 16.09. 2007.                                                 | 10.01. 2016.                                                 | 15ː5                                                         | х                                                            |
| Хрватска                                                     | 19                                                           | 8                                                            | 0                                                            | 11                                                           | 154                                                          | 169                                                          | −15                                                          | 06.01. 2008.                                                 | 04.08. 2015.                                                 | 12ː7                                                         | 5ː11                                                         |
| Швајцарска                                                   | 1                                                            | 1                                                            | 0                                                            | 0                                                            | 30                                                           | 3                                                            | +27                                                          | 18.03. 2007.                                                 | 18.03. 2007.                                                 | 30ː3                                                         | х                                                            |
| Шпанија                                                      | 13                                                           | 9                                                            | 2                                                            | 2                                                            | 125                                                          | 104                                                          | +21                                                          | 04.07. 2008.                                                 | 12.01. 2016.                                                 | 15ː7                                                         | 6ː12                                                         |
| 31 репрезентација                                            | 197                                                          | 140                                                          | 8                                                            | 49                                                           | 2262                                                         | 1488                                                         | +774                                                         | 16.03. 2007.                                                 | 23.01. 2016.                                                 | 30ː3                                                         | 3ː13                                                         |